# Trần Việt (đạo diễn)
Trần Việt (18 tháng 5 năm 1925 – 17 tháng 7 năm 2003) là một đạo diễn phim tài liệu, Đại tá Quân đội nhân dân Việt Nam. Ông là đạo diễn của một số bộ phim tài liệu nổi tiếng như Chiến thắng Điện Biên Phủ, Chiến thắng lịch sử xuân 1975.

## Tiểu sử
Trần Việt sinh ngày 18 tháng 5 năm 1925 tại xã Vân Từ, huyện Phú Xuyên, tỉnh Hà Tây (nay là Hà Nội). Nhập ngũ tháng 12 năm 1946, từng giữ chức vụ Phó Giám đốc rồi Quyền Giám đốc Xí nghiệp phim Quân đội giai đoạn năm 1969 đến 1979. Ngày 17 tháng 7 năm 2003, ông qua đời.

## Sự nghiệp
Năm 1975, ông làm tổng đạo diễn thực hiện phim tài liệu về chiến dịch Hồ Chí Minh - giải phóng Sài Gòn, trưa ngày 30 tháng 04 năm 1975, đoàn của ông cùng 2 đội quay phim ghi lại được hình ảnh nội các ngụy quyền Sài Gòn đầu hàng. Thành quả sau chiến dịch này là phim tài liệu Chiến thắng lịch sử Xuân 1975, tác phẩm này không chỉ được đánh giá cao về ý nghĩa lịch sử mà còn nổi bật ở giá trị chính luận, bộ phim đã tổng kết lại cả một giai đoạn chiến đấu gian khổ và ác liệt. Phim đã chiến thắng giải Bông sen Vàng Liên tại Liên hoan phim Việt Nam lần thứ 4. Ông tham gia đồng đạo diễn hai tập trong bộ phim tài liệu Cuộc đụng đầu lịch sử của đạo diễn Nguyễn Hoàng.

## Tác phẩm
Danh sách này không đầy đủ, bạn cũng có thể giúp mở rộng danh sách.
- 1964 – Chiến thắng Điện Biên Phủ[4]
- 1967 – Tập ảnh Thừa Thiên
- 1971 – Trị Thiên tấn công và nổi dậy
- 1975 – Chiến thắng lịch sử xuân 1975
- 1980 – Cuộc đụng đầu lịch sử (tập 1, 2)

## Giải thưởng
| Tác phẩm                                 | Lễ trao giải                                | Kết quả       | Nguồn       |
| ---------------------------------------- | ------------------------------------------- | ------------- | ----------- |
| Tập ảnh Thừa Thiên                       | Liên hoan phim Việt Nam lần thứ I           | Bông sen Bạc  | [ 1 ]       |
| Kỷ niệm 10 năm chiến thắng Điện Biên phủ | Liên hoan phim Việt Nam lần thứ 2           | Bông sen Vàng | [ 4 ] [ 2 ] |
| Kỷ niệm 10 năm chiến thắng Điện Biên phủ | Liên hoan phim quốc tế Salemo (1984) Italia |               |             |
| Chiến thắng lịch sử xuân 1975            | Liên hoan phim Việt Nam lần thứ IV          | Bông sen Vàng | [ 1 ]       |
| Cuộc đụng đầu lịch sử (tập 1 + tập 2)    | Liên hoan phim Việt Nam lần thứ VI          | Bông sen Vàng | [ 1 ] [ 5 ] |

## Vinh danh
- Huân chương Độc lập –  Hạng ba
- Huân chương Quân công  – Hạng Nhì
- Huân chương Kháng chiến chống Mỹ cứu nước –  Hạng Nhất
- Huân chương Chiến thắng –  Hạng Nhì
- Huân chương Lao động –  Hạng Ba
- Huân chương Chiến công –  Hạng Ba
- Huân chương Chiến sĩ vẻ vang – Hạng 1, 2 và 3
- Huân chương Quân kỳ Quyết Thắng
- Huy hiệu 50 năm tuổi Đảng
- Giải thưởng Nhà nước về văn học, nghệ thuật – năm 2012[6]